# Zlata Solivajsová
Zlata Solivajsová, rozená Vincúrová (6. května 1922 Nitrianska Blatnica – 31. prosince 2010 Banská Bystrica) byla slovenská básnířka, redaktorka, prozaička a autorka množství knih pro děti.

## Životopis
Narodila se a dětství strávila na vesnici v Nitrianské Blatnici (okr. Topoľčany). Vyrůstala se dvěma bratry, starším a mladším. Jejich otec měl soukromou realitní kancelář a pomáhal řešit majetkoprávní spory, na čas byl obchodním cestujícím s uměleckými předměty a knihami. Rodinné zázemí vytvářela matka kultem moudrého slova knihy a písní. Proto Solivajsová k umění tíhla už od dětství. Aktivně se zapojovalo do různých společenských akcí v okolí - recitovala, připravovala programy slavnostních akademií, hrávala divadlo, spolurežírovala divadelní hry.
Chodila do měšťanské školy v Topoľčanech a měla výborné předpoklady ke studiu – chtěla studovat na učitelském ústavě a být učitelkou. Vlivem celospolečenských událostí 40. let i rodinných okolností jí nebylo umožněno studovat. Procházela životem jako absolvent večerní literární školy a literární samouk, literatura se jí stala více než zálibou.

Od roku 1946 žila v Banské Bystrici, vdala se a věnovala se rodině. Krátce pracovala jako korespondentka a bankovní úřednice. V letech 1954–1960 našla zaměstnání v knižním obchodě "Slovenská kniha" a od roku 1960 byla redaktorkou Stredoslovenského vydavateľstva v Banské Bystrici. Původně orientované vydavatelství na literaturu a výtvarnictví se po reorganizaci změnilo v kulturně politickou revue. Solivajsová nebyla členkou žádné politické strany, ale zajímala se o spravedlivé konání ve společenském životě. Zveřejňovala články v tisku i veřejně vystupovala, např. na mezinárodním symposiu o míru v Praze. Současně zastávala funkci tajemnice středoslovenské pobočky Svazu slovenských spisovatelů. Pro svoje otevřené postoje k událostem roku 1968 se stala sledovanou osobou. Po vydání knihy pohádek Kľúč od každých dveří (1971) s výrazným mírovým posláním začala být pronásledována a vydání její knihy bylo na příkaz “vyšších míst“ zničeno. Byla okamžitě propuštěna z práce a její rodina byla sledována. Zájem StB o její osobu znamenal odposlouchávání, zastrašování, výslechy, hrozící soudní procesy. V říjnu 1971 byla společně s dalšími kolegy vyškrtnuta ze Svazu slovesných spisovatelů a jejich jména vymizela z literárních příruček.
Na dvacet let se musela odmlčet a úplně se stáhla do samoty. Sílu k životu nalezla v osvojení taktiky přežití, zejména v přijmutí nevyhnutelnosti daného stavu, ve víře v pravdu, ve snění o milovaných Nízkých Tatrách a v odvaze druhých. V lednu roku 1990 ji akční výbor Sväzu slovenských spisovateľov rehabilitoval a v témže roce se stala členkou Spolku slovenských spisovateľov.

## Tvorba
Ve 40. letech začala uveřejňovat své humorné básnické pokusy v časopisech Mladý svět, Mladá tvorba, Kultúrny život a Slovenské pohľady. Se změnou režimu se změnil i její styl psaní, který se stal, jako u většiny spisovatelů, vážnější a hlubší. Debutovala básnickou sbírkou Jablká plné hviezd (1962), která je výpovědí zralého člověka o problémech doby na konci 50. let. V další sbírce Vyhnanie z jara (1967) se inspiruje láskou, přírodou a dětstvím.
Solivajsová se také věnovala literatuře pro děti. Psala především autorské pohádky. První kniha Svietník s holubičkou (1968) je delší andersenovsky laděný příběh nemocné holčičky Verunky. Následující rok dostala za knihu odměnu Liftfondu. Druhá pohádková kniha Kľúč od každých dverí (1971) obsahovala tradiční i moderní pohádky, v nichž bylo mnoho dvojznačné symboliky, jinotajů, humorných nadsázek a metafor.
Po letech vynuceného mlčení se opět přihlásila třetí sbírkou Pierko po pierku (1992), která je lyrickým záznamem jejích životních zkušeností. Autorčinou poslední poetickou výpovědí je básnická sbírka Ucho ihly (2002).

## Dílo
- Jablká plné hviezd (1962, básnická sbírka, knižní debut)
- Vyhnanie z raja (1967, básnická sbírka)
- Svietnik s holubičkou (1968, pohádky pro děti)
- Kľúč od každých dverí (1971, 1990, pohádky pro děti; pod záminkou, že jde o metaforické narážky na normalizační režim, byla kniha zničena, ve 2. zkráceném vydání vyšla roku 1990
- Naše zelené dažde (rukopis, vyšly pouze časopisecky)
- Pierko po pierku (1992, básnická sbírka)
- Listy do mŕtvej schránky (dopisy v próze)
- Ucho ihly (2002, básnická sbírka)